# جورج ستيوارت براون
جورج ستيوارت براون (بالإنجليزية: George Stewart Brown)‏ هو قاضي أمريكي، ولد في 16 أغسطس 1871 في بالتيمور في الولايات المتحدة، وتوفي بنفس المكان في 11 نوفمبر 1941.